# 新界區專線小巴91線
新界區專線小巴91線是由好景號有限公司營辦的一條專線小巴線，來往浩景臺及荃灣（鹹田街）。
本線另設立區間路線91A，來往浩景臺及葵芳地鐵站，亦設有來往浩景臺及葵盛圍的輔助服務，但只在平日雙方向固定班次各開7班車。

## 簡介及歷史
91線提供荔景山浩景臺、麗瑤邨往來葵涌葵福路及荃灣市中心的專線小巴服務，於1981年3月29日起投入服務，以取代九巴46B（荔景山至荃灣碼頭）的服務。初時總站為華員邨，1981年10月起遷往荔景山荔崗街的荔景山安置區（又稱荔景山屋邨），往來華員邨的服務由93號線替代行走。1990年代中，荔景山安置區重建，但專綫小巴總站仍予以保留。房協的夾心階層住屋計劃屋苑浩景臺於1999年入伙，專綫小巴總站也易名為浩景臺。
由於91線取道葵福路往來荔景山、麗瑤及荃灣，比起九巴30及46A號線更快捷，而且班次相當頻密及收費便宜，加上有不少學生乘客乘搭，客量一直維持高水平。
91A線則是1991年增設的91號線繁忙時間區間班次（當時編為91A），當時往來荔景山至葵盛圍，以方便往來葵盛區上下課的學生，此輔助線不久便停用「91A」編號，改為91的無編號輔助路線。
到了1999年，配合荔景山的房協夾心居屋浩景臺入伙，原有91區間班次正式被分拆，並擴展至每天全日服務及縮短至葵芳地鐵站，並繞經荔景站，但保留往返葵盛圍的輔助服務。
由於91A線在營運初期並沒有路線編號，事實上荔景山一帶的居民早已習慣這條無路線編號路線，直至2011年本路線才正式獲編號為91A，並於站頭及小巴內顯示。
2019年9月9日，來往浩景臺與葵盛圍的輔助線正式改為只於星期一至五上午及下午各對開7班車。

## 服務時間及班次
91線
- 每日
  - 浩景臺開：05:45-23:25（7-10分鐘一班）
  - 荃灣（鹹田街）開：06:05-23:25（7-10分鐘一班）

91A線（常規班次）
- 每日
  - 浩景臺開：06:30-23:15（9-15分鐘一班）
  - 葵芳地鐵站開：06:45-23:30（9-15分鐘一班）

91A線（葵盛圍特別班次）
| 星期一至五，浩景臺開7班        | 星期一至五，浩景臺開7班 | 星期一至五，浩景臺開7班 | 星期一至五，浩景臺開7班 | 星期一至五，浩景臺開7班 | 星期一至五，浩景臺開7班 | 星期一至五，浩景臺開7班 |
| ------------------------------ | ----------------------- | ----------------------- | ----------------------- | ----------------------- | ----------------------- | ----------------------- |
| 06:45                          | 07:00                   | 07:25                   | 07:40                   | 14:35                   | 15:35                   | 16:35                   |
| 星期一至五，葵盛圍開7班        |                         |                         |                         |                         |                         |                         |
| 07:05                          | 07:20                   | 07:45                   | 08:00                   | 15:00                   | 16:00                   | 17:00                   |
| 星期六、日及公眾假期不提供服務 |                         |                         |                         |                         |                         |                         |

## 收費
91線
- 全程收費：$5.7
  - 浩景臺往來荔景山路（下葵涌分科診所）：$4.5
  - 荔景山路（下葵涌分科診所）往來荃灣（鹹田街）：$4.5

（此線所有車輛均接受八達通卡付款；上車及下車均可付款，不設找續。若繳付短程分段收費，請通知車長調校八達通機。）
91A線(含葵盛圍特別班次)
- 全程收費：$5.0
  - 浩景臺往來荔景站：$4.5
  - 荔景站往來葵芳站/葵盛圍：$4.5

## 行車路線
91線
- 往浩景臺方向途經：鹹田街，河背街，眾安街，楊屋道，葵福路，荔景山路，聯接街，麗祖路，麗瑤街，華瑤路，荔枝嶺路及荔崗街
- 往荃灣（鹹田街）途經：荔崗街，荔枝嶺路，華瑤路，麗瑤街，麗祖路，聯接街，荔景山路，葵福路，楊屋道，聯仁街，沙咀道及鹹田街。

91A線
- 往葵芳站途經：荔崗街、荔枝嶺路、華瑤路、麗瑤街、麗祖路、聯接街、荔景山路、葵福路、（盛福街、葵盛圍）%及興寧路。
- 往浩景臺途經：興寧路、興芳路、%（葵盛圍、盛福街）葵福路、荔景山路、聯接街、麗祖路、麗瑤街、華瑤路、荔枝嶺路及荔崗街

%表示只適用於葵盛圍特別班次

## 用車
本線車隊全數採用豐田Coaster小巴行駛。